# Idris keethami
Idris keethami är en stekelart som beskrevs av Durgadas Mukerjee 1981. Idris keethami ingår i släktet Idris och familjen Scelionidae. Inga underarter finns listade i Catalogue of Life.